# Сулим (деревня)
Сулим — опустевшая деревня в Старицком районе Тверской области. Входит в состав сельского поселения Луковниково.

## География
Находится в южной части Тверской области на расстоянии приблизительно 11 км на восток-северо-восток по прямой от административного центра поселения села Луковниково.

## История
Отображена на карте 1941 года как поселение с 12 дворами. На карте 1979 года показана уже как урочище.

## Население
Численность населения: 1 человек (русские 100 %) в 2002 году, 0 в 2010.